# Moros y Cristianos de Alicante

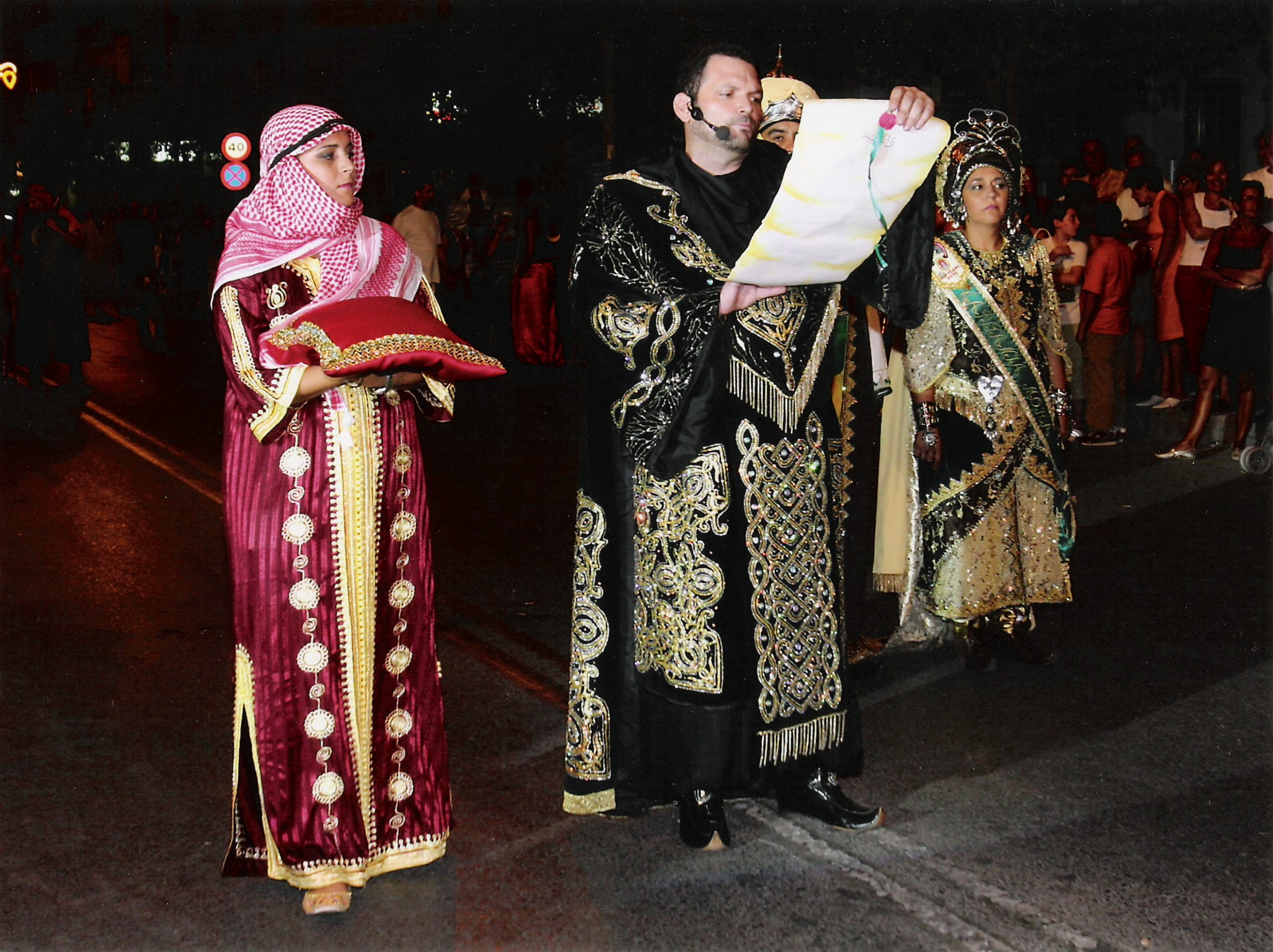
Parlamento de la Embajada Mora de Altozano en 2005

Los Moros y Cristianos son una fiesta popular que se celebra en cinco de los barrios de la ciudad española de Alicante, en la que se representa la lucha entre dos bandos, el musulmán y el cristiano.
El día 6 de diciembre, con motivo de la festividad del patrón de Alicante, san Nicolás, se realiza un desfile conjunto por el centro de la ciudad.

## Barrios que celebran Moros y Cristianos

### Moros y Cristianos de San Blas
Son los de mayor tradición de la ciudad, se realizan en el barrio de San Blas, y datan de 1943, aunque no fue hasta marzo del año 1948 en que José Pascual Pérez, “El Fusteret”, escribió  para su barrio las embajadas de moros y cristianos, siendo estrenadas en el mes de junio. En 2016 contaba con once comparsas de moros y once comparsas de cristianos que celebran las fiestas la segunda semana de junio en honor de San Blas.
Aunque las actuales fiestas de moros y cristianos de San Blas se remontan a 1943, existen antecedentes documentados en la ciudad desde al menos 1599, cuando se celebraban con motivo de eventos reales, como bodas o coronaciones, mediante simulacros con castillos de madera y desfiles militares. Estas representaciones incluían parlamentos entre bandos y batallas escenificadas en castillos efímeros, como el construido en la plaza del Mar en 1698 con motivo del ascenso de Ramón Perellós y Rocafull como gran maestre de la Orden de Malta.
Desde mediados del siglo XX, el Castillo ha sido un elemento central en las fiestas modernas de San Blas. La primera documentación sobre su instalación es de 1950, y desde entonces ha pasado por diversas ubicaciones: desde calles del barrio como Pintor Gisbert o la plaza del General Mancha hasta su emplazamiento actual en la avenida de los Condes de Soto Ameno desde 1975. La estructura, tradicionalmente de madera y hierro, ha sido objeto de diversas mejoras a lo largo del tiempo, y constituye el escenario de las embajadas y alardos más emblemáticos del calendario festero.

### Moros y Cristianos de Altozano
El barrio de Altozano celebra sus fiestas de Moros y Cristianos desde 1952 en honor a su patrona, la Virgen de la Asunción, en la segunda semana de agosto. En 2014, la Asociación de Comparsas de Moros y Cristianos de Altozano estaba integrada por nueve comparsas, seis cristianas (Caballeros del Rey Jaime I, Contrabandistas, Corsarios, Cruzados, Piratas y Zíngaros) y tres moras (Abencerrajes, Los Pacos y Moros del Cordón).

### Moros y Cristianos de Villafranqueza
El barrio de Villafranqueza celebra fiestas de Moros y Cristianos desde 1976 en el mes de marzo en honor de su patrón, san José. En 2016 contaba con catorce comparsas, siete comparsas moras (Ximos, Palamoners, Tuareg, Negros papúes, Yemeníes, Moros viejos y Abbasies) y siete comparsas cristianas (Arpes, Pescadors i llauradors, Caballeros templarios, San Jorge, Halcones reales, Contrabandistas y Corsarios del Palamó).

### Moros y Cristianos del barrio Miguel Hernández
El barrio Miguel Hernández, situado en el sector sur de Benalúa, celebra Moros y Cristianos desde 1978 en la tercera semana de agosto. En 2012 contaba con doce comparsas, seis comparsas moras y seis cristianas.

### Moros y Cristianos de El Rebolledo
La pedanía alicantina de El Rebolledo celebra Moros y Cristianos en honor de la Virgen del Carmen desde 1992, a mediados del mes de julio.